# Leoš Janáček
Leoš Janáček (3 tháng 7 năm 1854 – 12 tháng 8 năm 1928) là nhà soạn nhạc người Séc. Ông là một trong những nhà soạn nhạc opera vĩ đại.
Leoš Janáček sinh ngày 3 tháng 7 năm 1854 tại Hukvaldy, Moravia thuộc Đế quốc Áo. Cậu bé tỏ ra có tài trong một gia đình có điều kiện hạn chế. Nền giáo dục nghiêm khắc của gia đình Janáček vốn đã định hướng cho cậu đến với opera. Cả ông và cha của cậu đều là những nhạc sĩ kiêm giáo viên trường làng, mang trong mình một phần truyền thống "kantor" (ca sĩ chính của nhà thờ) mà Charles Burney (sinh 1726 – mất 1814, nhà sử học âm nhạc người Anh) ca ngợi và đã giữ cho văn hóa Séc sống qua thời kỳ thoái trào nhất của vận mệnh dân tộc. 
Leoš Janáček là người có tài năng phát triển muộn, với vở opera đặc sắc đầu tiên (Jenůfa) được viết khi ông đã 50 tuổi và những vở opera lớn nhất được viết sau tuổi 65. Danh tiếng của ông đến cũng trễ như vậy. Janacek đã gần 62 tuổi khi Praha công diễn vở Jenůfa lần đầu, nó trở thành một vở được công diễn thường xuyên ở Czechoslovakia và các nước nói tiếng Đức trong suốt những thập niên 1920 và 1930.